# Taliqua Clancy
Taliqua Clancy (Kingaroy, 25 de junio de 1992) es una deportista australiana que compite en voleibol, en la modalidad de playa.
Participó en dos Juegos Olímpicos de Verano, obteniendo una medalla de plata en Tokio 2020, en el torneo femenino (haciendo pareja con Mariafe Artacho del Solar) y el quinto lugar en Río de Janeiro 2016.
Ganó una medalla de bronce en el Campeonato Mundial de Vóley Playa de 2019.

## Palmarés internacional
| Juegos Olímpicos   | Juegos Olímpicos    | Juegos Olímpicos  | Juegos Olímpicos          |
| Año                | Lugar               | Medalla           | Pareja                    |
| ------------------ | ------------------- | ----------------- | ------------------------- |
| 2020               | Tokio (Japón)       | Medalla de plata  | Mariafe Artacho del Solar |
| Campeonato Mundial |                     |                   |                           |
| Año                | Lugar               | Medalla           | Pareja                    |
| 2019               | Hamburgo (Alemania) | Medalla de bronce | Mariafe Artacho del Solar |